# 5048 Моріарті
5048 Моріарті (5048 Moriarty) — астероїд головного поясу, відкритий 1 квітня 1981 року.
Тіссеранів параметр щодо Юпітера — 3,380.